# 成良一郎
成良 一郎（なりよし いちろう、1911年（明治44年）4月20日 - 2000年（平成12年）5月7日）は、日本の地方事務官である。
戦前は熊本県、沖縄県、岐阜県などに勤務し、戦後は主に栃木県で勤務した。栃木県では初代教育長に就任し、副知事も務めた。

## 生涯

### 生い立ちと地方事務官として
1911年（明治44年）4月20日、成良清一の次男として大分県臼杵市に生まれる。
1930年（昭和5年）4月、福岡高等学校文科丙類に入学した。
1933年（昭和8年）、福岡高校を卒業した後、東京帝国大学法学部政治学科に入学した。1936年（昭和11年）には高等文官試験行政科に合格する。
1936年（昭和11年）3月、東京帝国大学を卒業後、地方事務官として熊本県に勤務する。
1938年（昭和13年）2月から勤務した沖縄県では、経済部農務糖業各課長や総務部地方課長兼貯蓄課長など様々な課長職を務めた。
1940年（昭和15年）には岐阜県に異動し、経済部農務課長や農地委員を務めた。
1943年（昭和18年）からは海軍司政官を務めた。

### 戦後、栃木県へ
戦後、1946年（昭和21年）には内務大臣官房、愛知県商務課長を歴任した後、同年12月に栃木県教育民生部長となる。
そして1948年（昭和23年）、栃木県総務部長と初代教育長に就任した。5か月間の短期間であったが、GHQによる日本占領下における教育制度改革案と、終戦直後の財政難とに折り合いを付けながら、戦後の栃木県の教育制度改革の基礎作りに努めた
。その後、栃木県総務部長となる。
栃木県では農務部長や選挙管理委員や栃木県体育協会副会長など多数の役職を務めた。
そして1959年（昭和34年）2月より栃木県知事・横川信夫の下で栃木県副知事に就任した。　

#### 「栃木の塔」建立事業
1966年（昭和41年）に、沖縄県糸満市摩文仁の沖縄平和祈念公園内に建つ、第二次世界大戦末期の沖縄戦で殉職した栃木県出身の当時の沖縄県警察部長・荒井退造が、同じく殉職した沖縄県知事・島田叡や沖縄県職員たちと共に慰霊されている「島守の塔」の隣に、栃木県民の南方方面戦没者沖縄県慰霊碑である「栃木の塔」を建立する事業が行われた。
戦前に沖縄県に勤務していた成良は、矢吹陸郎県衛生民生部長、深沢晃県建築課長、金子清四郎県援護課調査係長、そして沖縄県と縁の深い栃木県益子町の益子焼の陶芸家である濱田庄司らと共に「「栃木の塔」建設調査団」の一員となり、沖縄県で琉球政府や南方連絡事務所、沖縄遺族連合会や地元新聞社に挨拶をし、糸満市にある幸地原門中墓を視察し、摩文仁の丘にある「栃木の塔」建設現場を調査し、地鎮祭及び起工式に参列。そして起工式の時には鍬入れを行うなど「栃木の塔」建立に貢献した
。そして成良は、料亭があったところは軍港となり、沖縄の戦跡を視察した時には豊かだった水田が米軍基地に変わり、「死の町」となってしまったコザ市を見て、戦前である28年前とはすっかり変わってしまい、当時の面影は全く見られなくなった沖縄を見て、驚き呆然とするしかなかった。そして沖縄戦の戦没者たちの冥福を祈った。
そして2期8年間務めた後、1967年（昭和42年）2月に副知事を退任した。

### 栃木県副知事退任後
栃木県副知事を退任した後は栃木県開発公社理事長や日光国立公園観光株式会社取締役、栃木県立博物館協議会長など、栃木県内の会社や組織の要職を務めた。
1981年（昭和56年）4月29日、勲五等瑞宝章を受章した。
2000年（平成12年）5月7日、心不全のため栃木県宇都宮市の国立栃木病院で逝去した。享年89。
同日、従四位に叙された。

## 家族
長男にタペストリー作家であった成良功（1940 - 1997）
、次男に益子町の陶芸家であり、「南田是也」を名乗り豊満な女性を象ったテラコッタ像を制作していた造形作家でもあった成良仁（1942 - 2012）がいる。

## 参考資料
- 下野新聞社『美を創る－現代とちぎの美術』下野新聞社、1988年6月30日、264頁。